# ピザゲート

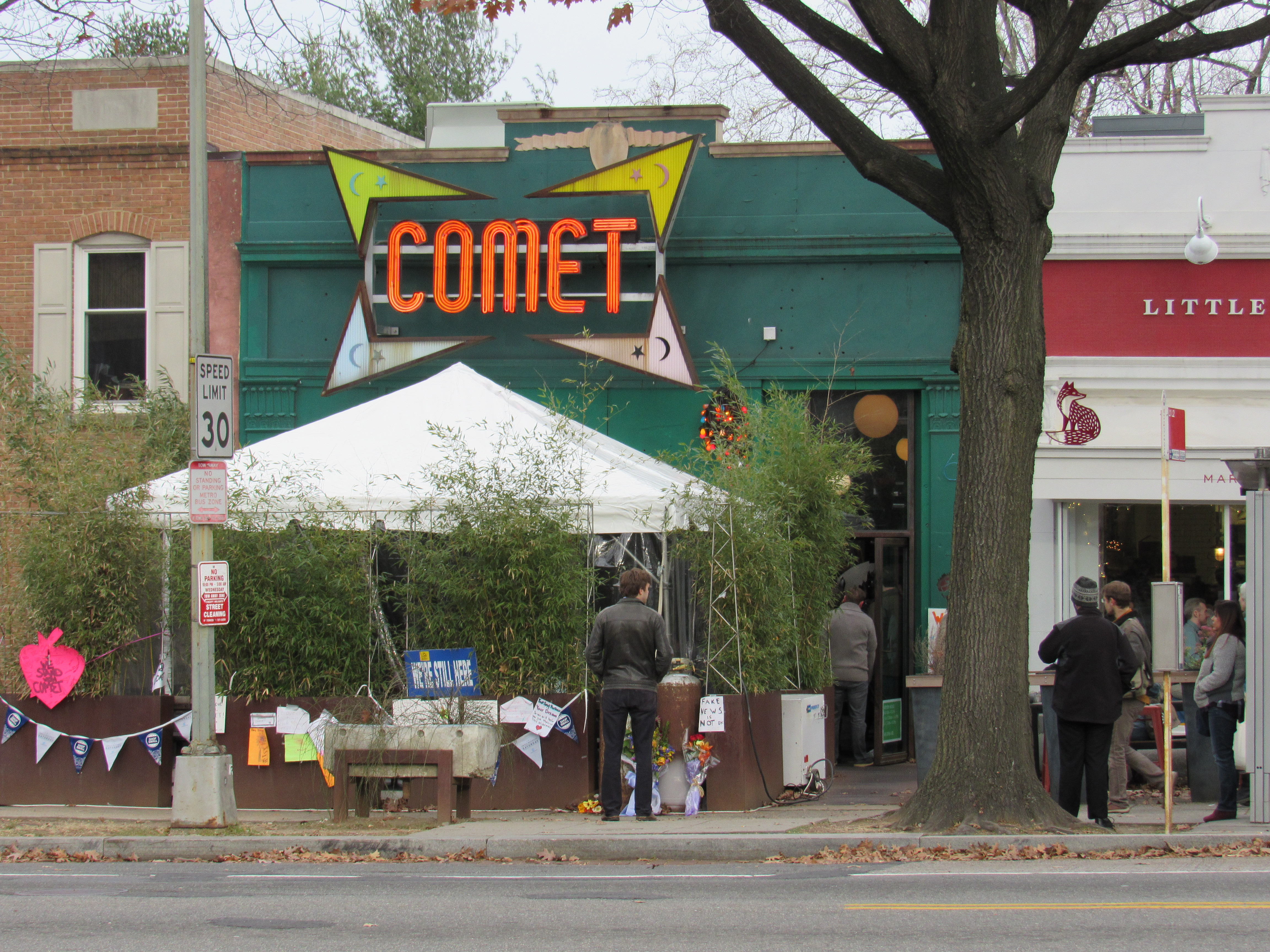
児童性的虐待に関わっているとされたピザ店、コメット・ピンポン

ピザゲート（英語: Pizzagate）は、2016年アメリカ合衆国大統領選挙の期間中に広まった、民主党のヒラリー・クリントン候補陣営の関係者が人身売買や児童性的虐待に関与しているという陰謀論である。この疑惑は、コロンビア特別区首都警察（MPDC、ワシントンDC警察）など多数の機関によって虚偽であると証明されている。
2016年秋、ヒラリー・クリントン候補陣営の選挙責任者であったジョン・ポデスタの私的なメールアカウントがフィッシングの被害に遭いハッキングされ、メールがウィキリークスに公開された。このメールに、アメリカ国内の複数のレストランや民主党の上級関係者が、ワシントンD.C.にあるコメット・ピンポンというピザ店を拠点とした人身売買や児童買春に関わっていることを示唆した内容が含まれている、という主張が喧伝された。
児童虐待に絡めた偽物語は求心力が強く、オルタナ右翼のようにクリントン陣営を疎ましく感じる者によって疑惑が4chanや8chan、Twitterなどインターネット上で拡散され、疑惑を信じた男が実際にピザ店にライフルを持って押し入り発砲するという事態に発展した。
ピザゲートは一般的に、Qアノン陰謀論の前身と見なされている。ピザゲートは主にQアノンによって、選挙の年である2020年に再び流行した。

## 陰謀論の発生

### 発端
| David Goldberg   | Xの短文投稿より |
| @DavidGoldbergNY |                 |

             Rumors stirring in the NYPD that Huma's emails point to a pedophila ring and @HillaryClinton is at the center.  #GoHillary #PodestaEmails23
         

        October 30, 2016

陰謀論が発生したのは、2016年アメリカ合衆国大統領選挙の選挙戦が終盤に差し掛かった時期であった。2016年10月30日、ニューヨーク在住のユダヤ人弁護士を自称する白人至上主義者のTwitterアカウントによって、ニューヨーク市警察が、アンソニー・ウィーナー下院議員のセックス・スキャンダルを調査している過程で、小児性愛者のグループと民主党員との間につながりがあることを発見した、とする書き込みがあったことが発端である。11月上旬に、大統領選挙でヒラリー・クリントン陣営の選挙責任者であったジョン・ポデスタの私的な電子メールがウィキリークスに流出すると、そのメールを読んだ一部のインターネットの利用者は、メールの中に小児性愛や人身売買を示唆する暗号が含まれていると推測した。
その後こうした仮説は Godlike Productions という掲示板に投稿され、翌日には4chanの書き込みを典拠としてYour News Wireというニュースサイトに取り上げられた。Your News Wire の記事はドナルド・トランプ候補を支持するウェブサイトによって拡散された。そのうち、 Conservative Daily Post というサイトでは、FBIがこの陰謀論を正しいと認めたという虚偽の見出しがつけられた。

### コメット・ピンポン
コメット・ピンポン（英語: Comet Ping Pong）は、ワシントンD.C.のコネチカット通りにあるピザレストラン（ピッツェリア）である。店主のジェームズ・アレファンティスは熱心な民主党支持者であり、バラク・オバマやヒラリー・クリントンの選挙資金集めに協力していた。ポデスタの流出したメールの中にコメット・ピンポンやアレファンティスの名前が挙がっていたために、疑惑の標的になったとされる。

### ソーシャルメディアでの拡散
Twitterと4chanの利用者は、性的な人身売買を示唆する言葉を食べ物関連の言葉に言い換えた「暗号」がポデスタのメールに含まれていることを見つけ出したと主張した。例えば、ある4chanの投稿者は、"cheese pizza" という言葉は "child pornography"（児童ポルノ）とイニシャルが同じであるため、児童ポルノを示す暗号であると主張した。また彼らは、大統領選挙の直前に「インターネットの主流」でこの疑惑はすでに広まっており、Redditで疑惑の「証拠」となるものが投稿されていたとしている。そのRedditの投稿は11月4日から21日の間に削除されたが、ワシントンD.C.にあるコメット・ピンポンというピザ屋の関与を疑う内容のものであった。
11月7日にTwitterで初めて #pizzagate というハッシュタグのついたツイートが投稿され、その数週間後には毎日膨大な数のピザゲートに関連するツイートやリツイートがされるようになった。しかし、エロン大学のジョナサン・オルブライトによれば、ピザゲート疑惑を支持するツイートは異様にチェコやキプロス、ベトナムからの書き込みが占める割合が高く、頻繁にリツイートするアカウントの中にはボットのものもあるという。
疑惑はインフォウォーズ、Planet Free Will、the Vigilant Citizenなどフェイクニュースサイトでも取り上げられ、マイク・セルノヴィッチ、ブリタニー・ペティボーン（英語: Brittany Sellner）、ジャック・ポソビエック（英語: Jack Posobiec）らオルタナ右翼の活動家によって宣伝された。また、TheStreet.comの元ライター、デイヴィッド・シーマンやNBAの選手アンドリュー・ボーガット、Minecraftの開発者マルクス・ペルソンらもこの説の宣伝に加担した。ボーガットはこの時期膝の故障のため試合を欠場していたが、12月30日に彼が復帰すると、トランプを支持するRedditのコミュニティのメンバーは、彼はこの説に賛同したために怪我をさせられたという陰謀論を提唱した。
"/r/The_Donald" というトランプを支持するRedditのコミュニティのメンバーは "/r/pizzagate" という陰謀論を拡大するためのコミュニティを作成した。このコミュニティは、疑惑に関連する人物の個人情報が投稿されていたことから、Redditの規約違反のため2016年11月23日に削除された。その後、VoatというRedditに似たサービス上で議論が続行された。
疑惑の支持者の一部（デイヴィッド・シーマンや後述するマイケル・フリン・ジュニア）は、ピザゲートをさらに拡大して "Pedogate" なる疑惑を提唱した。彼らの説によれば、新世界秩序の「悪魔的なエリート集団」が世界的に性搾取目的での人身売買を行っているという。

### トルコでの報道
トルコでは、新暁新聞などレジェップ・タイイップ・エルドアン大統領を支持する政府寄りの新聞によって疑惑が取り上げられた。疑惑はエクシ・ソズリュックや HaberSelf といった誰もが書き込めるウェブサイト上で拡散され、政府寄りの報道機関によって転載された。政府寄りの報道機関がピザゲートの疑惑を強調するのは、2016年3月にトルコで実際に起こった児童虐待スキャンダルから話題をそらすためではないかと、デイリー・ドットのコラムニスト Efe Sozeri は推測している。

## ピザ店への嫌がらせ

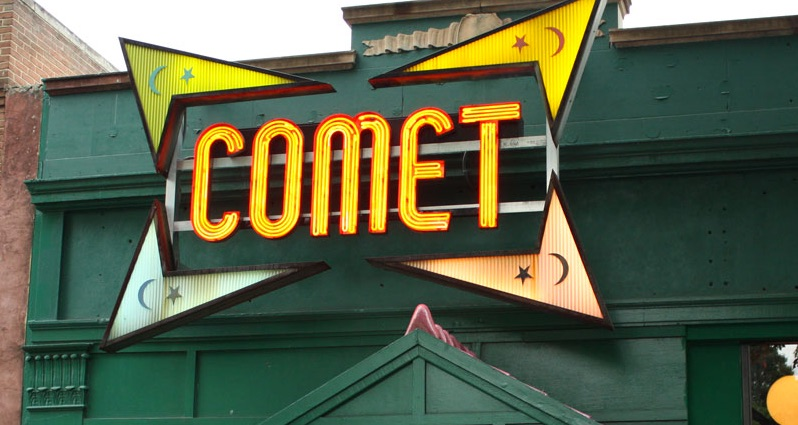
コメット・ピンポン

疑惑が広まるにつれて、人身売買の拠点となっていると見なされたコメット・ピンポンは、疑惑を信じる者から多数の脅迫を受けるようになった。店主のジェームズ・アレファンティスは「とんでもない、でっち上げの陰謀論のせいで、我々は常に攻撃にさらされることになった。私は何日間も何もできていないが、早くこの状況を片付けて、恐怖にさらされている店のスタッフや友人を守りたい。」とニューヨーク・タイムズの取材に答えた。
一部の支持者はアレファンティスのInstagramのアカウントを特定し、そこに投稿されていた写真のいくつかをピザゲートの証拠であるとした。店の従業員や店主はソーシャルメディアから嫌がらせと脅迫を受け、特に店主は殺害予告を受けた。ピザ店のYelpのページは、陰謀論関連のニュースに影響されたレビューが多数書き込まれたため、書き込みができなくなった。
ピザ店では幾つかのバンドがよく演奏を行っていたが、そのバンドも嫌がらせを受けた。Heavy Breathing というバンドの Amanda Kleinman は、Twitterに疑惑と彼女を結びつけるリプライを送られた後、アカウントを閉鎖した。Sex Stains という別のバンドはYouTubeに投稿した動画のコメント欄を閉鎖した。店に壁画を展示していた芸術家の Arrington de Dionyso は、自らが受けた嫌がらせについて詳細に語り、「これは意図的な攻撃だと思う。それもあらゆる表現の自由に対する仕組まれた攻撃だと思う」と主張した。

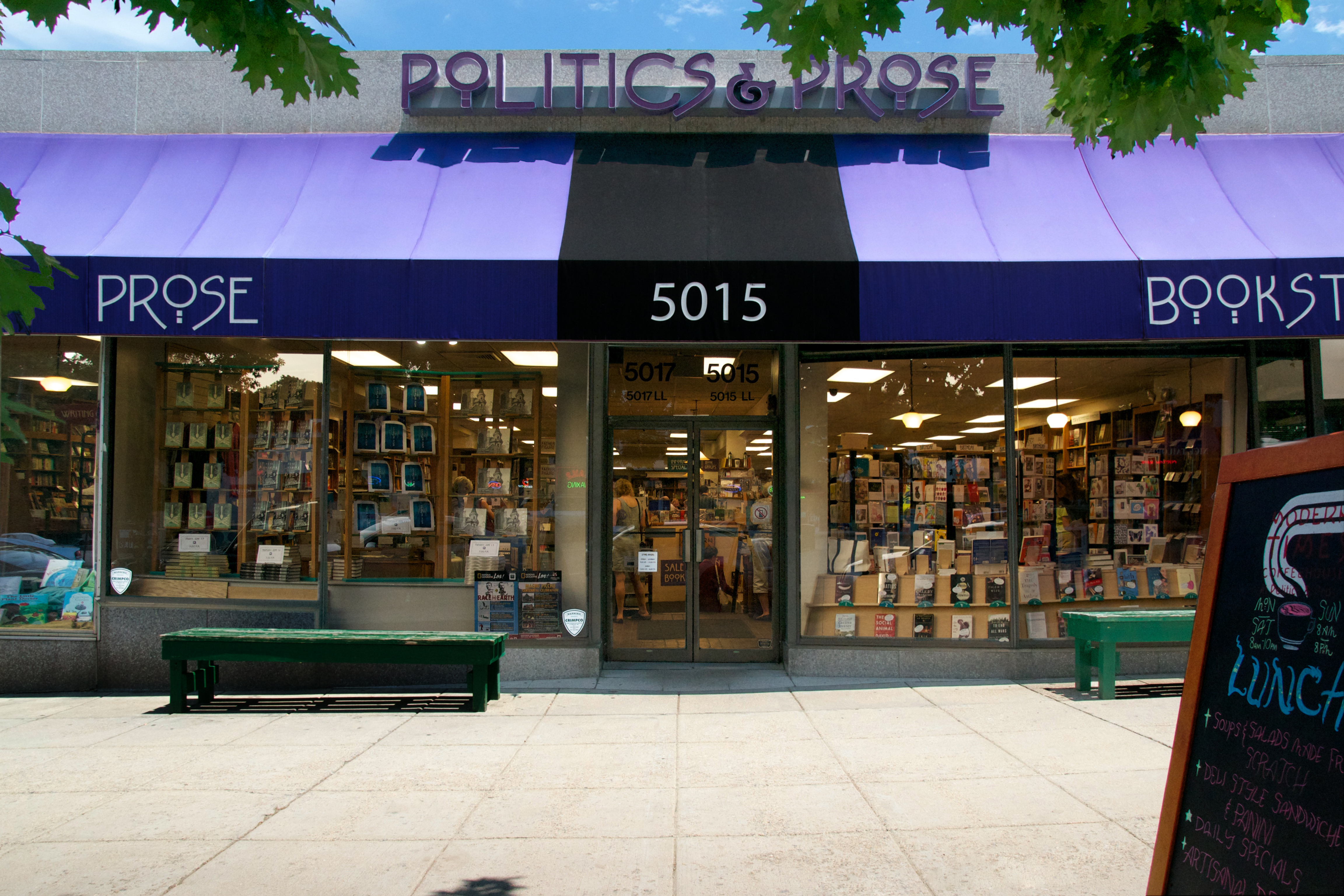
Politics and Prose

嫌がらせは、コメット・ピンポンのみならず、その周辺にある別のレストランや商店にも及んだ。コメット・ピンポンの3軒隣にある Besta PizzaやLittle Red Fox、著名な書店である Politics and Prose 、ビストロの Terasol などが被害に遭った。これらのレストランや商店は、脅迫や威嚇の電話を大量に受け、またネット上でも嫌がらせを受けた。
ワシントンD.C.市内の商店だけでなく、ニューヨーク市ブルックリン区のレストラン Roberta's も、従業員に危害を加えるという脅迫を含んだ嫌がらせの電話を受けた。このレストランが疑惑に巻き込まれたのは、ソーシャルメディアでの疑惑を伝える書き込みを使用したYouTubeの動画が拡散され、Roberta'sはクリントン一家のお気に入りで、クリントンに関連した性的搾取にかかわっていると主張されたためである。
テキサス州オースティンの East Side Pies も、CIAやイルミナティと関係があると疑惑を持たれ、ネット上でピザゲートに関与しているとされて嫌がらせを受け、配送トラックに落書きされる被害を受けた。
FBIは2017年3月、ピザゲートに関連した脅迫について、大統領選挙におけるロシア疑惑の捜査の一環として調査した。

## 銃撃事件
2016年12月4日、ノースカロライナ州ソールズベリー出身の28歳の男が、コメット・ピンポンにライフル銃を持って押入り、店内の壁や机、ドアに3発発砲した。けが人はいなかった。男は警察に店を囲まれると投降した。男は警察の取り調べに対し、ピザゲートを取り調べようと思っていたと供述した。彼は、自分が買春の被害にあっている子供達を救う英雄になれるかもしれないと考えた。
男は、ピザ店が子供達を性的売買のために匿っているという話をウェブサイトで読み、実際に子供達がいるかどうか確かめたいと思ったと供述した。ニューヨーク・タイムズの取材に対して語ったところによれば、彼は犯行を反省してはいるものの、ピザゲートがフェイクニュースであることは否定している。また、一部の陰謀論者は、銃撃事件そのものがピザゲートの捜査を妨害するために仕組まれた陰謀であると推測した。
2016年12月13日、男は攻撃目的で州をまたいで火器を持ち込んだ容疑で起訴された。裁判所の文書によれば、男は事件の3日前、友人に陰謀論についてのYouTubeの動画を見せ、協力を募ったという。その後男は、大陪審によって2件の別の容疑で起訴された。
2017年3月24日、司法取引により、男は火器持ち込みと武器による攻撃の容疑を認め、コメット・ピンポンに対し賠償金として5,744ドル33セントを支払うことに同意した。7月22日、地方裁判所は男に懲役4年の判決を下した。審問において男は犯行を謝罪し、自身を「愚かで無謀だった」と述べた。
一方、2017年1月12日には、銃撃事件が起きる3日前に、コメット・ピンポンと同じブロックにある別のピザ店に脅迫の電話をしたとして、ルイジアナ州在住の男が逮捕され、容疑を認めた。
2019年1月25日、店の裏側が放火される被害に遭ったが、従業員が素早く火を消し止め、怪我人は出なかった。

## 真相
ニューヨーク・タイムズやファクトチェックサイトスノープスは詳細な調査によりピザゲートを誤報であると判断した。またニューヨーク・オブザーバー、ワシントン・ポスト、インデペンデント、ロサンゼルス・タイムズ、CNNなどの数多くのメディアからピザゲートは陰謀論であるとされている。管轄するコロンビア特別区首都警察（MPDC、DC警察）もピザゲートは虚偽だとみなしている。
この陰謀論の支持者が根拠として挙げたほとんどは、偽装されたものであった。例えば、児童虐待の被害者のものとされた写真は、実際にはSNSに投稿されていたピザ店員の家族や友人達の写真であった。
2016年12月10日、ニューヨーク・タイムズはピザゲートを検証する記事を発表した。記事は以下の点を強調している。
- コメット・ピンポンのロゴマークが悪魔主義者や小児性愛者が使うシンボルに類似したデザインになっているという主張について：AOLやタイム・ワーナー、MSNなど無関係の企業のロゴにも同じようなデザインが見られる[3]。
- コメット・ピンポンの地下に秘密のネットワークがあるという主張について：そもそもコメット・ピンポンには地下がない。店の地下であるとして挙げられていた写真は全く無関係のものである[3]。
- コメット・ピンポンの店主が小児性愛を支持するようなデザインのTシャツを着ていたとの主張について：証拠とされた写真は全くの別人であり、またそのTシャツには、ただワシントンDCにある他のレストランの店名が書かれていただけだった[3]。
- ジョン・ポデスタとトニー・ポデスタ（ジョンの兄）が、2007年にポルトガルで起きたマデリン・マクカーン失踪事件に関与しているという主張について：証拠された犯人2人の似顔絵は、別々の目撃情報に基づいて一人の犯人を描いた似顔絵ものだった[3]。

## 反応
2016年11月27日、コメット・ピンポンの店主ジェームズ・アレファンティスはナショナル・パブリック・ラジオのインタビューに応じ、ピザゲートは「ひどく複雑にでっち上げられた虚構の物語」であり「仕組まれた政治的攻撃」であると述べた。コラムニストの Daniel Ruth は、陰謀論者の主張は「繰り返し虚偽であると証明され、否定されている」「危険で有害な主張」であるとした。
ピザゲートは陰謀論として否定されたにもかかわらず、ソーシャルメディアで拡散され続け、2016年11月にはTwitterで #Pizzagate のハッシュタグ付きでつぶやかれたツイートが100万以上にのぼった。
12月8日、ヒラリー・クリントンはピザゲートについて言及し、フェイクニュースの危険性について語った。「悪意あるフェイクニュースの流行と嘘のプロパガンダがここ数年ソーシャルメディアに広がっている。いわゆるフェイクニュースが実社会で起きたことの帰結であることは今や明らかだ」と彼女は述べた。

### 世論
Public Policy Polling が2016年12月6日から7日にかけて、1,224人の有権者に対して世論調査を行った。「ヒラリー・クリントンがワシントンのピザ店の児童性的虐待に関わっていると思うか？」という質問に対し、9％の有権者が「関与していると思う」と回答し、72％が「関与していないと思う」と回答した。
同様の世論調査が、12月17日から20日にエコノミストとYouGovによって行われた。この調査で、クリントンに投票した有権者のうちピザゲートは真実であると回答したのはわずか17％であった。一方、トランプに投票した有権者は46％がピザゲートは真実であると回答した。

### アレックス・ジョーンズとInfoWars
コメット・ピンポンへの銃撃事件の後、ピザゲートは真実であると主張してきたラジオ番組司会者であるアレックス・ジョーンズは、コメット・ピンポンが陰謀の中心であるという考えを翻した。12月4日、ジョーンズが運営しており、ピザゲートを拡散してきたウェブサイト Infowars.com は、YouTubeに動画を投稿し、11月13日に死亡したセックスワーカー権利活動家の殺害にクリントン財団が関与したとする根拠のない言説を発表した。この言説は活動家の元雇用主や活動家の友人によって否定されている。12月14日までに、Infowars.comはピザゲートに関連する動画3本のうち2本を削除した。
2017年2月、アレファンティスの弁護士はジョーンズに対し、謝罪と発言の撤回を求める手紙を送った。3月、ジョーンズはアレファンティスに対し陰謀論を広めたことを謝罪した。ジョーンズは「アレファンティス氏もコメット・ピンポンも、ピザゲートとして多くのメディアで取り上げられ我々がコメントしてきたような人身売買に全く関与していないということを、今の私は理解しました」と述べた。

### マイケル・フリン親子
2016年11月、大統領選に当選したドナルド・トランプの政権移行チームの一員であり、トランプから国家安全保障問題担当大統領補佐官に指名されていたマイケル・T・フリンが、ヒラリー・クリントンと選挙責任者のジョン・ポデスタが悪魔崇拝的な儀式で人の血液と体液を飲んでいたという陰謀論的な言説をツイートした。政治系ニュースサイトのポリティコは、このツイートについて、ピザゲートの陰謀論に類似したものであると報じている。11月2日、フリンはピザゲートの疑惑について根拠のない非難をした文章へのリンクをツイートした。ツイートは9,000人以上にリツイートされたが、12月12日から13日の間に削除された。
銃撃事件の発生後、マイケル・T・フリンの息子であり、トランプの政権移行チームに所属するマイケル・フリン・ジュニアが、「#Pizzagate が嘘であると証明されるまでは、この話は終わらない。左翼の連中はポデスタのメールとそれに関するたくさんの『偶然』を忘れちまったみたいだ」とツイートした。12月6日、フリン・ジュニアは政権移行チームから外された。報道官のジェイソン・ミラーはフリン・ジュニアの解任の理由について述べていないものの、ニューヨーク・タイムズによれば、先のツイートが解任理由に関連していることをある高官が認めたという。